# Келтиберски войни
Келтиберски войни  са серия от три военни конфликта между Римската република и келтиберските племена от провинция Далечна Испания. Може да се отнася за:
- Първа келтиберска война
- Втора келтиберска война
- Трета келтиберска война